# الجمهوريون (ألمانيا)
حزب الجمهوريون (بالألمانية: Die Republikaner) هو الحزب الوطني السياسي المحافظ في ألمانيا. المسألة الأساسية لبرنامجهم الانتخابي هو معارضة الهجرة، الحزب يميل لجذب الناخبين الذين يعتقدون أن الاتحاد الديمقراطي المسيحي، والاتحاد الاجتماعي المسيحي في بافاريا ليست محافظة بما فيه الكفاية.
تأسس الحزب في عام 1983 من قبل العضوين السابقين في الاتحاد الاجتماعي المسيحي, فرانز هاندلوز ووإيكهارد فويت (بالألمانية:، Ekkehard Voigt, Franz Handlos). حاليا يستطيع جذب صوت واحد من صوتين من الأصوات في ولاية بافاريا، ونحو 3,5 في المئة في ولاية بادن فورتمبيرغ.